# Salchow
Il salchow è un salto del pattinaggio artistico.
Si esegue partendo da un filo sinistro interno indietro, in cui si porta la gamba destra progressivamente da indietro in avanti, disegnando una sorta di "D". Non appena la gamba destra è giunta all'incirca a 90 gradi rispetto all'asse del corpo, si lancia avvicinandola alla gamba sinistra e si gira contemporaneamente verso sinistra.
Si atterra sul filo esterno destro indietro, appoggiando solo sul piede destro.
Questo salto prende il nome dal suo ideatore: Ulrich Salchow, svedese che fu primo campione Olimpico nel 1908.

## Il Salchow nel pattinaggio artistico a rotelle
Fino agli anni novanta il Salchow era obbligatoriamente staccato dalle ruote (era chiamato anche "salto stella" ed anche "salto doppio") e questo lo rendeva un salto estremamente difficile. È stato
modificato il regolamento e adesso quasi tutti staccano il Salchow dal puntale, qualcuno continua per abitudine a farlo dalle ruote ma solo quello singolo. Questa decisione è stata presa per stimolare gli atleti a proseguire sugli altri salti, infatti sostando sul freno prima dello stacco il salto ha un impatto meno critico sull'atleta perché:
- la situazione "puntale" è più stabile delle sole ruote, specialmente se si tratta di staccarlo doppio.

- sul freno è possibile ruotare di un quarto di rotazione prima dello stacco e così diminuisce la rotazione in fase di volo.

- il Salchow è uno dei primi salti doppi che si imparano, spesso grazie all'aiuto di un tre eseguito in precedenza che ne favorisce la rotazione, tecnica non molto amata da alcuni allenatori, poiché l'atleta potrebbe cercare di più la rotazione rispetto all'elevazione.

Al giorno d'oggi è piuttosto raro vedere un Salchow eseguito dalle ruote, poiché fino a poco tempo fa, anche se era stato cambiato il regolamento consentendo il passaggio dal freno, molti giudici premiavano di più i Salchow eseguiti dalle ruote perché ritenuti più scorrevoli, belli e difficili; ora invece non esiste più questa differenza e per questo motivo si imposta a tutti gli atleti il Salchow staccato dal freno.